# Axel Teichmann
Axel Teichmann (Ebersdorf, RDA, 14 de julio de 1979) es un deportista alemán que compitió en esquí de fondo.
Participó en tres Juegos Olímpicos de Invierno, entre los años 2002 y 2014, obteniendo dos medallas de plata en Vancouver 2010, en las pruebas de velocidad por equipo (junto con Tim Tscharnke) y 50 km.
Ganó ocho medallas en el Campeonato Mundial de Esquí Nórdico entre los años 2003 y 2011.

## Palmarés internacional
| Juegos Olímpicos   | Juegos Olímpicos          | Juegos Olímpicos  | Juegos Olímpicos     |
| Año                | Lugar                     | Medalla           | Prueba               |
| ------------------ | ------------------------- | ----------------- | -------------------- |
| 2010               | Vancouver (Canadá)        | Medalla de plata  | Velocidad por equipo |
| 2010               | Vancouver (Canadá)        | Medalla de plata  | 50 km                |
| Campeonato Mundial |                           |                   |                      |
| Año                | Lugar                     | Medalla           | Prueba               |
| 2003               | Val di Fiemme (Italia)    | Medalla de oro    | 30 km                |
| 2003               | Val di Fiemme (Italia)    | Medalla de plata  | Relevo 4 × 10 km     |
| 2005               | Oberstdorf (Alemania)     | Medalla de plata  | Velocidad por equipo |
| 2005               | Oberstdorf (Alemania)     | Medalla de plata  | Relevo 4 × 10 km     |
| 2007               | Sapporo (Japón)           | Medalla de oro    | 30 km                |
| 2009               | Liberec (República Checa) | Medalla de plata  | Velocidad por equipo |
| 2009               | Liberec (República Checa) | Medalla de plata  | Relevo 4 × 10 km     |
| 2011               | Oslo (Noruega)            | Medalla de bronce | Relevo 4 × 10 km     |